# Rhithrogena lisettae
Rhithrogena lisettae is een haft uit de familie Heptageniidae. De wetenschappelijke naam van de soort is voor het eerst geldig gepubliceerd in 2003 door Bauernfeind.
De soort komt voor in het Palearctisch gebied.